# Allsång i Gränna hamn
Allsång i Gränna hamn är ett allsångsevenemang i Gränna, som hade premiär 2007 och sedan samma år sänds i Sveriges Radio P4. Programledare är Peje Johansson.
Producent för arrangemanget var Calle Wisborg som avled 2016.

## Medverkande artister

### 2007
- 8 juli 2007 – Amy Diamond, Vocalsis, Lennart Nilsson, Andreas Glans.
- 15 juli 2007 – Anna Book, Sofia Remnefors, Hawkey Franzén, Lasse & Peter Johansson.
- 22 juli 2007 – Ted Sandstedt, Wille Crafoord, Sister, Zillah & Totte, Mia Hansen.

### 2008
- 6 juli 2008 – Anne-Lie Rydé, Anders Berglund, Tomas Bergström, Vocalvoices, Anders Mårtensson.
- 13 juli 2008 – Lena Malmborg, Plura, Bröderna Olson & Lotusblommorna, Idol-Daniel, Ingela Svensson, Stefan Petersen.
- 20 juli 2008 – Hasse "Kvinnaböske" Andersson & Monica Forsberg, "Kingen" Karlsson, Emil Bergfeldt, Aguson & Östra Ågatan band, Magnus Norrby & Jörgen Karlsson.
- 27 juli 2008 – Rongedal, Caroline af Ugglas, Sebastian Roos, Nina Bjurenstedt, Niklas Fransson.
- 3 augusti 2008 – Sonja Aldén, Claes-Göran Hederström, Heatseakers, Jessica Taylor, Vivianne Nöjd, Markus Gyllenstrand

### 2009
- 12 juli 2009 - Charlotte Perrelli, Per Fritzell, Sten Nilsson, Camilla Wallin, Brandur Enni
- 19 juli 2009 - Scotts, Thomas Järvheden, Eva Eastwood, Jocke Sjökvist
- 26 juli 2009 - Nanne Grönvall, Özz Nûjen, CC & Lee, Johan Palm, Inger Nordström
- 2 augusti 2009 - Amy Diamond, Anders Mårtensson, Peter Johansson, Nina Söderqvist, Hubcaps
- 9 augusti 2009 - Lennie Norman, Vocal Voices, Jonathan Fagerlund, Robert Wells, Vocalettes, Team Wells kören, Sam Elliot.

- Husband:
  - Patrik Svanängen: Kapellmästare, gitarr och kör
  - Håkan Persson: Piano
  - Bosse Hellgren: Bas
  - Jocke Sundler: Trummor
  - Huskör vocalvoices:

Mia Jönsson, Amanda Lägervik och Matteus Bjerkander.
- Programledare:
  - Peje Johansson

- Producent och artistansvarig:
  - Calle Wisborg

- Arrangör
  - Föreningen Fest i Grevskapet, www.grevskapet.se

### 2010
- 11 juli 2011 - Linda Bengtzing, Uno Svenningsson, David Batra, Magnus Weideskog och Hördegårds Fyra.
- 18 juni 2011 - Sanna Nielsen, Jesper Odelberg, Sara Löfgren, Men, Brothers in Arms
- 30 juli 2011 - Calle Kristiansson, Göran Gabrielsson, The Playtones, Carola Becker, Steve Eriksson.
- 6 augusti 2011 - Lasse Berghagen, Calaisa, Babben Larsson, Hans Ludvigsson, Louise Ottosson, Johannes Glans
- 13 augusti 2011- Kalle Moraeus, Timoteij, Anna-Lena Brundin, Casanovas, Justine Persson.

### 2011
- 10 juli 2011 - Katrina Leskanich, Elisas, Fatboy, Adde Malmberg, Gunnar Källström
- 17 juli 2011 - Eldkvarn, Patrik Isaksson, Gunhild Carling, Forecast, Roger "Mulle" Persson
- 24 juli 2011 - Orup, Dan Hylander, Peter Wahlbeck, Lena Maria Klingvall, Jan Önnerud
- 31 juli 2011 - The Moniker, Shirley Clamp, Anders "Ankan" Johansson, Ted Åström, Jerry Lee Lewis Carlsson, Axel Algmark
- 7 augusti - Pernilla Andersson, Dregen, Karin Adelsköld, Olle Jönsson, Loney dear